# Uropterygius oligospondylus
Uropterygius oligospondylus är en fiskart som beskrevs av Chen, Randall och Loh 2008. Uropterygius oligospondylus ingår i släktet Uropterygius och familjen Muraenidae. Inga underarter finns listade i Catalogue of Life.